# Wukirharjo
Wukirharjo is een bestuurslaag in het regentschap Tuban van de provincie Oost-Java, Indonesië. Wukirharjo telt 2794 inwoners (volkstelling 2010).